# 8 septembre dans les chemins de fer
8 août 8 octobre
Chronologies thématiques
- Croisades
- Sports
- Disney

Cette page concerne les événements qui se sont déroulés un 8 septembre dans les chemins de fer.

## Événements

### XIXesiècle
- 1863. France : Inauguration de la section Lorient-Quimper de la ligne de Nantes à Chateaulin avec embranchement sur Napoléonville (compagnie du PO)